# Kumrovec
Kumrovec falu és község (općina) Horvátország Krapina-Zagorje megyéjében. Közigazgatásilag Donji Škrnik, Dugnjevec, Kladnik, Podgora, Ravno Brezje, Razdrto Tuheljsko, Razvor, Risvica és Velinci települések tartoznak hozzá.

## Fekvése
Zágrábtól kb. 45 km-re északnyugatra, a zagorjei hegyvidéken, közvetlenül a szlovén határ mellett, a Szutla folyó partján terül el.

## Története
Kumrovecről az írott források 1463-ban tesznek először említést mint a 14. századtól a cillei grófok tulajdonában lévő Cesergradhoz tartozó birtokról. Neve a "kumerni" szóból származik, amelyet az uradalom urai szegény, nyomorúságos sorban élő alattvalóikra használtak. Más magyarázat szerint a kelta "kumr" (sáros) szóból ered és a Sutla-folyó völgyére vonatkozott. A falu a 15. század utolsó negyedétől fogva nem kevesebb mint 13 török betörést élt át, melyek következtében földje pusztasággá vált, lakói pedig a végletekig elszegényedtek. A déli területek elveszítése miatt ráadásul egyre több család menekült az északi részekre. A jobbágyok terhei és a sok nélkülözés végül az 1573-as horvát parasztfelkeléshez vezetett, mely január 28-án éppen itt, a cesargradi uradalomban tört ki. A Matija Gubec vezette felkelés kiterjedt a horvát Zagorje egész területére egészen Varasdig, a Száva és a Kupa vidékére, valamint a szlovén területekre egészen Stájerországig. A kumroveci jobbágyok Ilija Gregurić vezetésével elfoglalták, kirabolták és felégették az uradalmi központot Cesargradot. A felkelést végül leverték, vezetőit pedig kivégezték. A jobbágyok helyzete végül csak az 1848-as jobbágyfelszabadítással változott meg gyökeresen. A megpróbáltatások azonban még nem értek véget. 1880-ban az egész országot súlyos filoxéra járvány sújtotta, mely a szőlőültetvényeket tönkretette. Mivel a szőlőtermesztés az itteniek egyik fő megélhetési forrása volt e gazdasági katasztrófa miatt közülük sokan az ország más részein, illetve a szomszédos országokban kerestek munkát. A település iskolája 1889-ben nyílt meg, addig az itteni gyerekek Tuheljbe jártak iskolába. A tanítás először egy magánházban indult meg, mert az új iskola épülete csak 1891. október 4-én nyitotta meg kapuit.
Kumrovecnek 1857-ben 214, 1910-ben 259 lakosa volt. Trianonig Varasd vármegye Klanjeci járásához tartozott.
A település Josip Broz Tito (1892-1980) jugoszláv kommunista vezető szülőhelyeként vált ismertté. Falumúzeumát 1952-ben nyitották meg. 2001-ben a községnek 1 854 lakosa volt, magában Kumrovec faluban 304 főt számláltak. Ma Kumrovec nagyobb ipar és gazdasági fejlesztési lehetőség hiányában elsősorban a természeti, kulturális és turisztikai értékek kiaknázására rendezkedett be.

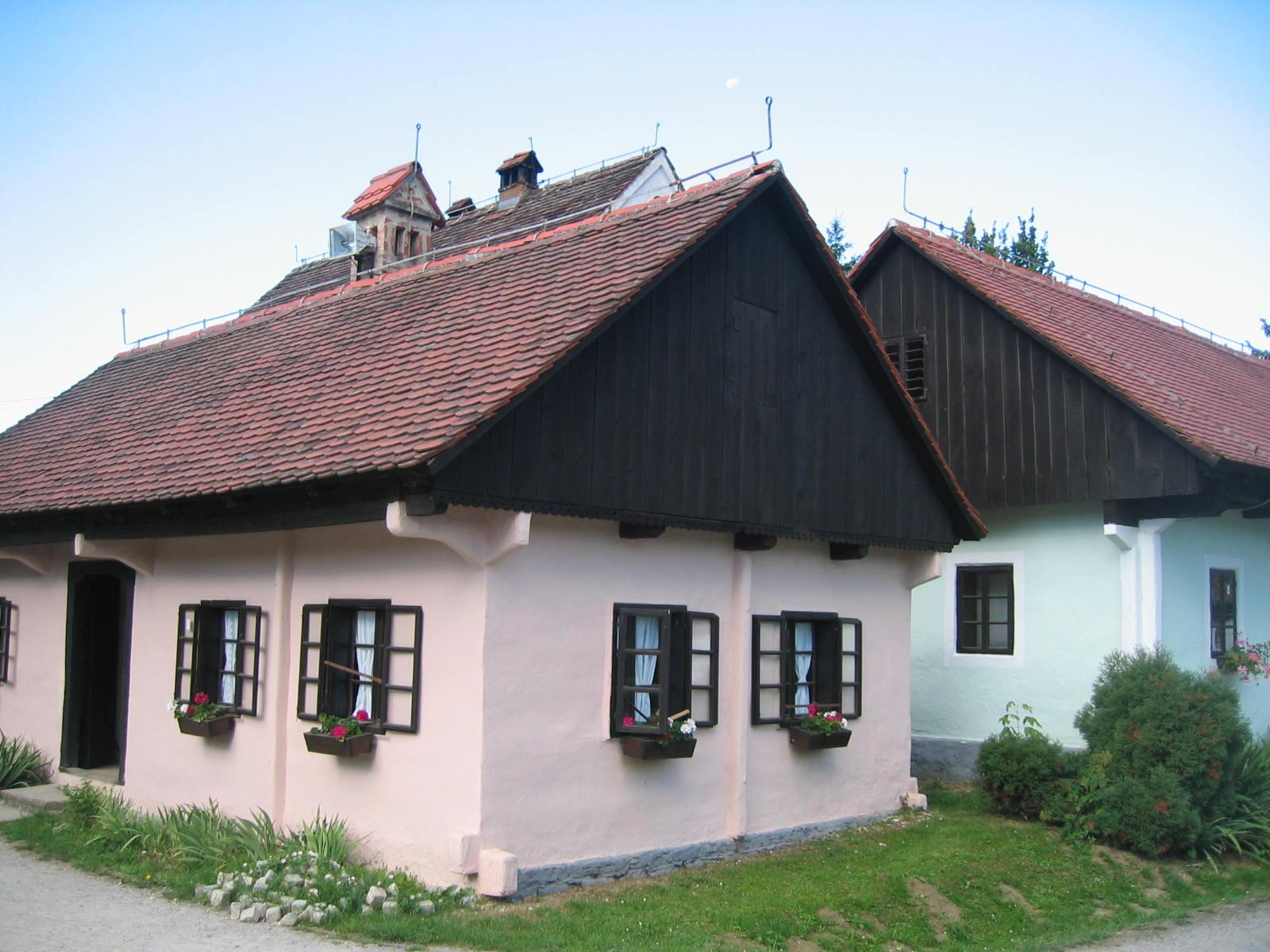
Házak a falumúzeumban

## Nevezetességei
- Kumrovec leghíresebb nevezetessége a Staro selo (Ófalu), vagyis a vidék néhai lakóinak népi mesterségeit tematikusan bemutató falumúzeum.[2] A múzeum zömében a 19. és 20. század fordulójának népi építészetét és mindennapi életét mutatja be. Mintegy 40 lakó-, gazdasági és szolgáltató épületből áll, mely az ország egyik legnagyobb ilyen jellegű múzeuma. Az intézmény objektumai között található Tito szülőháza is, amelynek közelében az egykori jugoszláv elnök August Augustinčić által megmintázott bronzszobra áll.

- A község nevezetességei közé tartozik még a Horvát Sárkány Társasága nevű kulturális egylet által a horvát nemzeti himnusz írója, Antun Mihanović tiszteletére a századik évfordulón, 1935-ben emelt obeliszk (spomenik "Ljepoj Našoj") is. A költő ugyanis 1835-ben írta a mai nemzeti himnusz szövegét, melyet 1846-ban zenésített meg Josip Runjanin és már a kezdettől fogva nagyon népszerű volt a horvátok körében. Az obeliszk Rudolf Ivanković szobrászművész tervei alapján készült, 13,2 méter magas és 1935. november 24-én avatták fel. A rajta levő emléktáblán a vers első sorai és a költő aláírása olvashatók.

- A risvicai Szűz Mária-kápolnát 1639-ben említi először az egyházi vizitáció. A kápolnát ekkoriban alakították át és az eredeti berendezéséből csak a Mária-szobor maradt. Három oltára és harangtornya is volt. Az 1687-es vizitáció szerint a kápolna falazott, hajójának közepén állt a Mária-szobor kezében a Kisjézussal és a jogarral. Oldalán Szent Péter és Szent János apostolok szobrai álltak. 1802-ben új főoltárt kapott a Csodatevő Szűzanya tiszteletére, mely máig a legértékesebb része a kápolnának.

- A Szent Rókus-kápolnát 1686-ban említi először az egyházi vizitáció Szent Rókus, Szent Sebestyén, Szent György és Szent Rozália szobraival. Ezt a kápolnát mivel kicsinek bizonyult 1739-ben lebontották és fogadalomból a pestisjárványok miatt újat építettek helyette, melynek befogadóképessége 600 fő lett. Ide hozták át a régi oltár szobrait, valamint a jászolt. Két új oltárát Szent Valentin és a Fájdalmas Szűzanya tiszteletére szentelték fel. 1844-ben festették ki és 1848-ban új orgonát is kapott. A barokk kápolnát 1962-ben Tito kívánságára lebontották, mára csak a kiásott alapjai maradtak meg. Az új Szent Rókus-templomot a falu másik részén építették fel, de berendezése sokkal szegényesebb elődjéhez képest.

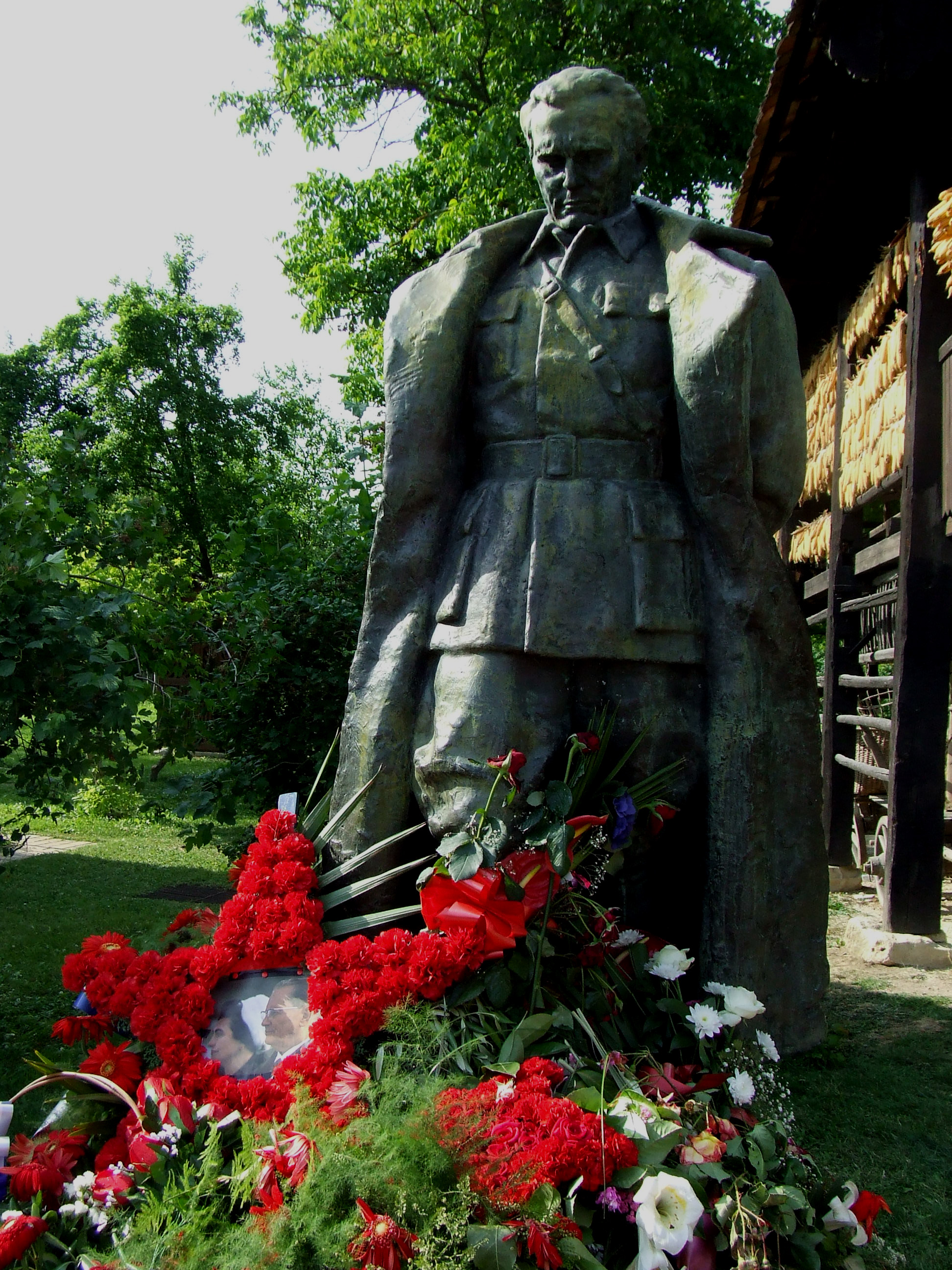
Tito szobra szülőháza közelében

- Razvor késő barokk kúriáját 1780 körül építette az Erdődy család. Később az Ozsegovics család vásárolta meg. 1925-ben vette meg a Broz család és egészen az 1970-es évekig birtokolta és ekkor kezdődött meg a helyreállítása. Az épület földszintjén nagy konyha volt sütőkemencével, a hátsó részében borospincével. Az emeletre falépcső vezetett fel. A folyosóról balra és jobbra nyíltak a gyerekszobák, középen egy nagy szalon és hálószoba volt. A kúria történeti nevezetessége, hogy itt élt Erdődy-Rubido Szidónia grófnő, az első horvát operaénekes, aki 1833-ban először énekelt operát horvát nyelven.

- Kumrovec nyugati részén a Szent Rókus-kápolna alatt épült fel 1948-ban a Kumrovec-szálloda. 1962-ben a kápolna lebontása után a szállót Tito rezidenciájává rendezték be. A körülötte levő parkot valóságos arborétummá változtatták.

- Josip Broz Tito szülőházát 1860-ban építette Martin Broz két család számára földszintes házként saját és Franjo fia számára. Egy ideig három család élt a házban, ezért ebből a célból a belső térben kisebb átalakításokat hajtottak végre. 1948-ban a Broz család utolsó leszármazottja is elhagyta a házat. Az átalakításokat eltávolították, és a ház visszakapta eredeti megjelenését.[3]

## Híres emberek
- Itt született 1892. május 25-én Josip Broz néven Josip Broz Tito partizánvezér, később jugoszláv forradalmár és államfő.